# Geeta Kumari

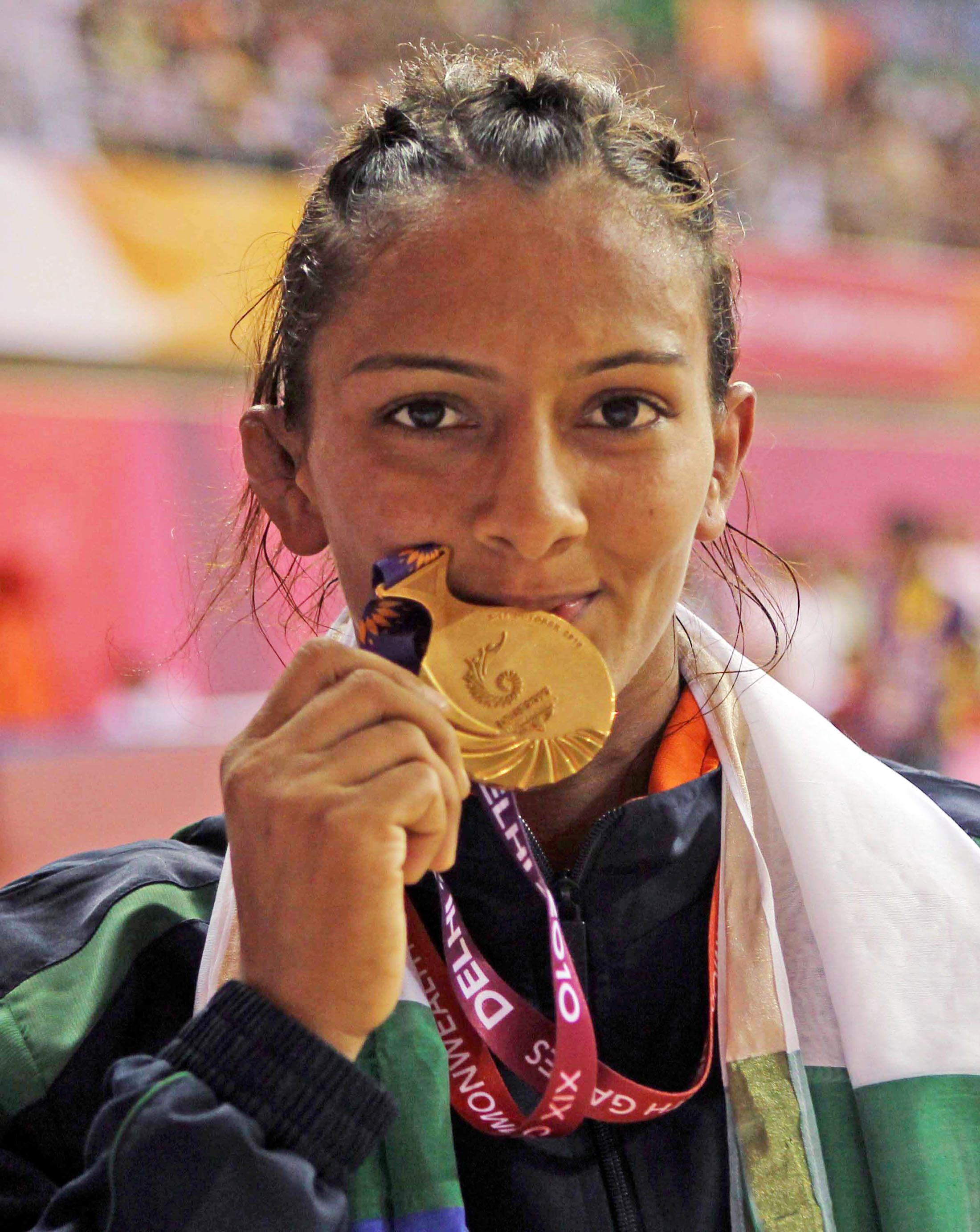
Geeta Kumari mit ihrer Goldmedaille bei den Commonwealth-Spielen 2010 in Neu Delhi

Geeta Kumari (* 15. Dezember 1988) ist eine indische Ringerin. Sie gewann bei der Weltmeisterschaft 2012 eine Bronzemedaille in der Gewichtsklasse bis 55 kg Körpergewicht.

## Werdegang
Geeta Kumari (Phogat) wuchs in Bhiwani im indischen Bundesstaat Haryana auf. Sie begann dort als Jugendliche zusammen mit ihrer um ein Jahr jüngeren Schwester Babita Kumari in einem Ringerclub mit dem Ringen. Ihr erster Trainer war ihr Vater Mahabir Singh. Die nur 1,53 Meter große Athletin ringt in der Gewichtsklasse bis 55 kg, also eine Gewichtsklasse höher als ihre Schwester. Sie ist Studentin. In den Siegerlisten erscheint sie meist nur unter dem Namen „Geeta“.
Ihre erste internationale Meisterschaft bestritt sie bereits im Jahre 2003. Sie wurde dabei in Fengyuan auf Taiwan asiatische Juniorenmeisterin der Altersgruppe Cadets in der Gewichtsklasse bis 40 kg Körpergewicht. 2005 belegte sie bei der asiatischen Juniorenmeisterschaft in Jeju/Südkorea in der Gewichtsklasse bis 51 kg den 3. Platz und wurde bei den Cadets erneut asiatische Juniorenmeisterin. 2008 wurde sie auch asiatische Meisterin bei den Juniorinnen in der Gewichtsklasse bis 59 kg vor der Mongolin Sorondsonboldyn Battsetseg. Bei Junioren-Weltmeisterschaften belegte sie sowohl 2005 in Vilnius in der Gewichtsklasse bis 51 kg als auch 2008 in der Gewichtsklasse bis 59 kg fünfte Plätze.
2006 startete Geeta Kumari erstmals bei einer Weltmeisterschaft der Seniorinnen und belegte dabei in Guangzhou/China in der Gewichtsklasse bis 55 kg mit Siegen über Ainur Artikbajewa, Usbekistan und Nghiem Thi Giang, Vietnam und einer Niederlage gegen Jessica Bechtel aus Deutschland den 7. Platz. Ihre nächste Weltmeisterschaft bestritt sie dann erst wieder im Jahre 2009. Sie belegte dabei in Herning/Dänemark in der Gewichtsklasse bis 55 kg nach Siegen über Tamara Kasarjan, Usbekistan, und Marwa Amrik, Tunesien, und einer Niederlage gegen Tatjana Padilla, Vereinigte Staaten, den 10. Platz.
2010 siegte Geeta Kumari in Neu Delhi bei den Commonwealth-Spielen vor Emily Bensted aus Australien und Lovina Odohi Edward aus Nigeria, kam aber bei den Asien-Spielen im November 2010 in Guangzhou nur auf den 7. Platz.
Bei der Weltmeisterschaft 2011 in Istanbul kam sie in der Gewichtsklasse bis 55 kg zunächst zu zwei bemerkenswerten Siegen über Jackeline Rentería aus Kolumbien und über Zhang Lan aus China, dann verlor sie gegen Um Ji-eun aus Südkorea und gegen Ida-Theres Nerell aus Schweden und belegte den 8. Platz. Im Dezember 2012 gewann sie bei der Asienmeisterschaft in Gumi/Südkorea hinter Kanako Murata, Japan und Tran Thi Dien Ninh aus Vietnam eine Bronzemedaille.

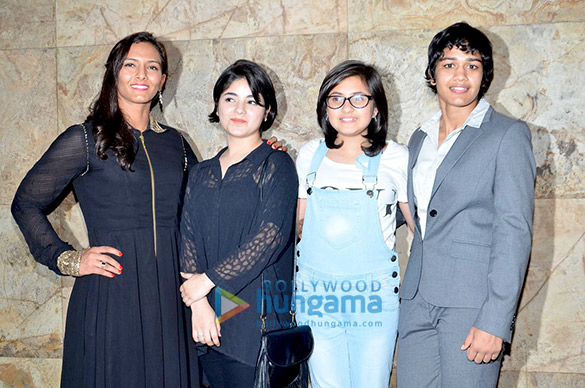
Geeta Kumari (links) zusammen mit ihrer Schwester Babita Kumari (rechts) und den beiden Schauspielerinnen Zaira Wasim und Suhani Bhatnagar, die sie im Film Dangal darstellten, 2016

Im März 2012 erkämpfte sich Geeta Kumari in Astana mit einem Turniersieg in der Gewichtsklasse bis 55 kg vor Um Ju-eun und Tran Thi Dien Ninh die Fahrkarte zu den Olympischen Spielen 2012 in London. Bei den Olympischen Spielen selbst lieferte sie in ihrer ersten Begegnung der Mitfavoritin Tonya Verbeek aus Kanada einen beherzten Kampf und verlor nur knapp mit 1:2 Runden und 2:4 Punkten. Da Tonya Verbeek das Finale erreichte, konnte sie in der Trostrunde weiterringen, verlor aber dort gleich den nächsten Kampf gegen Tetjana Lasarewa aus der Ukraine und belegte somit den 13. Platz. Ein mehr als versöhnlicher Abschluss des Jahres 2012 gelang ihr dann bei der Weltmeisterschaft in Stathcona County/Kanada, denn sie gewann dort hinter Saori Yoshida, Japan und Helen Maroulis, Vereinigte Staaten, gemeinsam mit Maria Prevolaraki aus Griechenland eine WM-Bronzemedaille und ließ dabei so hervorragende Ringerinnen wie Natalja Sinischin, Ukraine, und Brittanee Laverdure, Kanada, hinter sich.

## Internationale Erfolge
| Jahr | Platz | Wettbewerb                                                         | Gewichtsklasse | Ergebnisse |
| 2003 | 1.    | Asiatische Juniorenmeisterschaft (Cadets) in Feng Yuan City/Taiwan | bis 40 kg      | vor Lo Yan-Ju und Lin Yu-Chieh, beide Taiwan |
| 2005 | 3.    | Asiatische Juniorenmeisterschaft in Jeju/Südkorea                  | bis 51 kg      | hinter Nanae Suzuki, Japan und Ch. Battschimeg, Mongolei |
| 2005 | 5.    | Junioren-WM in Vilnius                                             | bis 51 kg      | nach Siegen über Stephanie Toffan, Kanada und Karin Granstedt, Norwegen und Niederlagen gegen Oleksandra Kohut, Ukraine und Jildiz Eschimowa, Kirgisistan            |
| 2005 | 1.    | Asiatische Juniorenmeisterschaft (Cadets)                          | bis 52 kg      | vor Yoshiko Yamaguchi, Japan und Ch. Battschimeg |
| 2006 | 7.    | WM in Guangzhou                                                    | bis 55 kg      | nach Siegen über Ainur Artikbajewa, Usbekistan, und Nghiem Thi Giang, Vietnam, und einer Niederlage gegen Jessica Bechtel, Deutschland                               |
| 2008 | 1.    | Asiatische Juniorenmeisterschaft in Doha                           | bis 59 kg      | vor Sorondsonboldyn Battsetseg, Mongolei, und Aishan Ismagenowa, Kasachstan                                                                                          |
| 2008 | 5.    | Junioren-WM                                                        | bis 59 kg      | nach einer Niederlage gegen Johanna Mattsson, Schweden, einem Sieg über Sorondsonboldyn Battsetseg und einer Niederlage gegen Tatjana Padilla, USA                   |
| 2009 | 10.   | WM in Herning/Dänemark                                             | bis 55 kg      | nach Siegen über Tamara Kasarjan, Usbekistan, und Marwa Amri, Tunesien, und einer Niederlage gegen Tatjana Padilla                                                   |
| 2010 | 9.    | Asienmeisterschaft in New Delhi                                    | bis 55 kg      | Siegerin: Yang Senlian, China |
| 2010 | 1.    | Commonwealth-Games in New Delhi                                    | bis 55 kg      | vor Emily Bensted, Australien, und Lovina Odohi Edward, Nigeria |
| 2010 | 7.    | Asien-Spiele in Guangzhou                                          | bis 55 kg      | Siegerin: Saori Yoshida, Japan, vor Zhang Lan, China |
| 2011 | 8.    | Asienmeisterschaft in Taschkent                                    | bis 55 kg      | nach einer Niederlage gegen Tran Thi Dien Ninh, Vietnam |
| 2011 | 8.    | WM in Istanbul                                                     | bis 55 kg      | nach Siegen über Jackeline Renteria, Kolumbien, und Zhang Lan und Niederlagen gegen Um Ji-eun, Südkorea, und Ida-Theres Nerell, Schweden                             |
| 2012 | 3.    | Asienmeisterschaft in Gumi/Südkorea                                | bis 55 kg      | hinter Kanako Murata, Japan, und Tran Thi Dien Ninh |
| 2012 | 1.    | Olympia-Qualif.-Turnier in Astana                                  | bis 55 kg      | vor Um Jin-eun, Tran Thi Dien Ninh und Wilaiwan Thongkam, Thailand                                                                                                   |
| 2012 | 13.   | OS in London                                                       | bis 55 kg      | nach Niederlagen gegen Tonya Verbeek, Kanada, und Tetjana Lasarewa, Ukraine                                                                                          |
| 2012 | 3.    | WM in Strathcona County                                            | bis 55 kg      | hinter Saori Yoshida, Japan, und Helen Maroulis, USA, gemeinsam mit Maria Prevolaraki, Griechenland, vor Natalja Sinischin, Ukraine, und Brittanee Laverdure, Kanada |
| 2013 | 2.    | "Dave-Schultz"-Memorial in Colorado Springs                        | bis 59 kg      | hinter Li Hui, China, vor Braxton Stone, Kanada und Allison Mackenzie Ragan, USA                                                                                     |
| 2013 | 2.    | Welt-Cup in Ulan-Baator                                            | bis 59 kg      | hinter Michelle Fazzardi, Kanada, gemeinsam mit Li Hui, kvor Allison Mackenzie Ragan                                                                                 |

## Erläuterungen
- alle Wettbewerbe im freien Stil
- WM = Weltmeisterschaft, OS = Olympische Spiele